# Дубровинский сельсовет (Усть-Таркский район)
Дубровинский сельсовет — сельское поселение в Усть-Таркском районе Новосибирской области Российской Федерации.
Административный центр — посёлок Октябрьский.

## История
Статус и границы сельского поселения установлены Законом Новосибирской области от 2 июня 2004 года № 200-ОЗ «О статусе и границах муниципальных образований Новосибирской области»

## Население
| 2002  | 2010  | 2012  | 2013  | 2014  | 2015  | 2016  |
| ----- | ----- | ----- | ----- | ----- | ----- | ----- |
| 1046  | ↘1005 | ↗1014 | ↗1033 | ↗1043 | ↘1033 | ↘1017 |
| 2017  | 2018  | 2019  | 2020  | 2021  |       |       |
| ↘1016 | ↘997  | ↘975  | ↗986  | ↘971  |       |       |

## Состав сельского поселения
| № | Населённый пункт | Тип населённого пункта          | Население |
| - | ---------------- | ------------------------------- | --------- |
| 1 | Дубровино        | село                            | ↗94       |
| 2 | Мирный           | посёлок                         | ↘71       |
| 3 | Октябрьский      | посёлок, административный центр | ↘739      |
| 4 | Янабино          | деревня                         | ↘101      |